# Aviação Naval Portuguesa

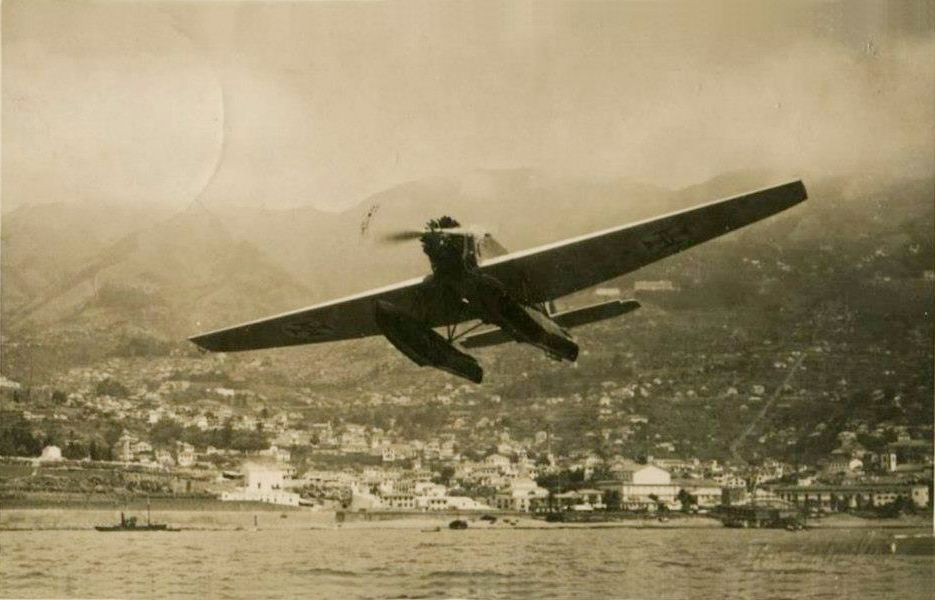
Hidroavião Junkers K43 da Aviação Naval Portuguesa, sobrevoando a baía do Funchal, na década de 1930.

Apesar das suas várias denominações oficiais foi genericamente conhecido por Aviação Naval o ramo aéreo da Marinha Portuguesa que existiu desde 1917 até à sua incorporação na Força Aérea Portuguesa em 1952. 

## História
Desde a sua criação oficial em 1917 até 1952, a Aviação Naval Portuguesa teve as seguintes denominações:
- 1917 - 1918: Serviço de Aviação da Armada;
- 1918 - 1931: Serviços da Aeronáutica Naval;
- 1931 - 1952: Forças Aéreas da Armada.

De 1952 até 1958 as bases, aeronaves e pessoal das antigas Forças Aéreas da Armada constituíram as Forças Aeronavais, um ramo semiautónomo no interior da Força Aérea Portuguesa. Em 1958 as bases e as aeronaves foram completamente integradas na Força Aérea. Parte do pessoal das Forças Aeronavais também foi integrado na Força Aérea, mas o restante optou por voltar para a Marinha.
Em 1993 a Marinha Portuguesa passou novamente a ter uma unidade de aviação, denominada Esquadrilha de Helicópteros da Marinha. Esta unidade, baseada na Base Aérea do Montijo, opera os helicópteros embarcados nos navios da Armada.

## Bases e Unidades

### Bases Aeronavais

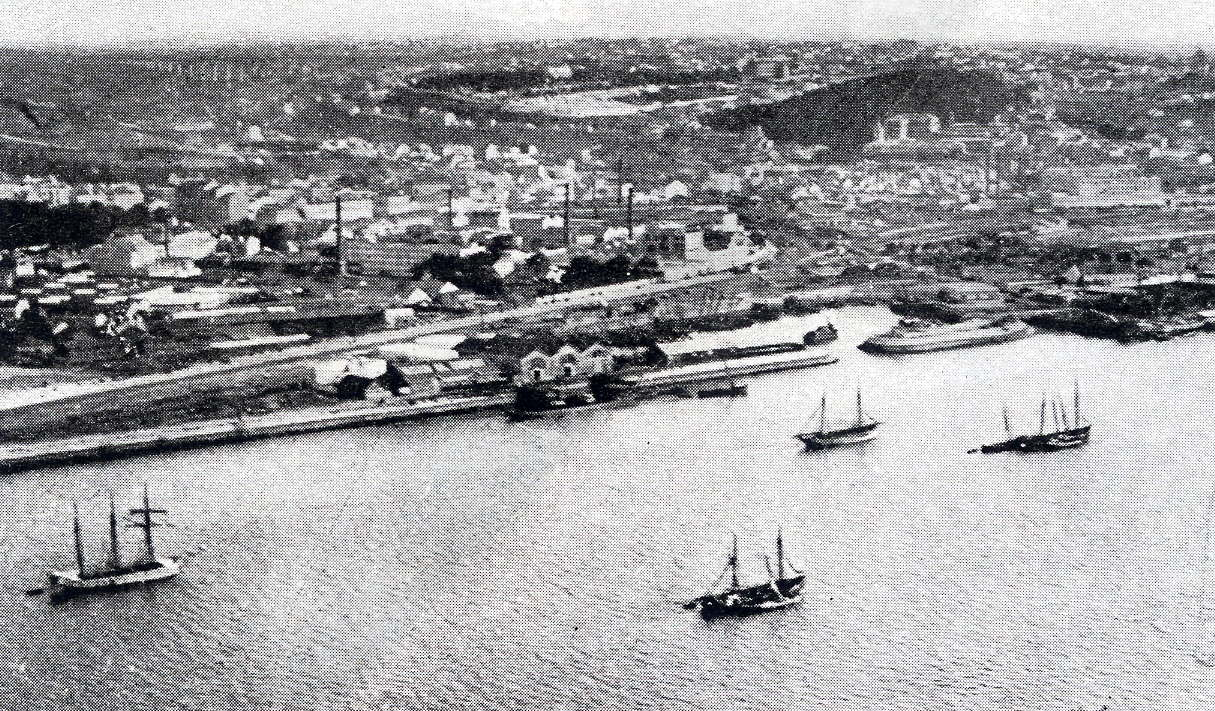
Vista aérea da Doca do Bom Sucesso em 1919, quando ali funcionava o Centro de Aviação Naval de Lisboa.

- Centro de Aviação Naval de Lisboa: criado em 1917 como hidrobase instalada na Doca do Bom Sucesso, sendo a primeira base operacional da aviação naval. Em 1952 foi transferido para as novas instalações no Montijo que dispunham, além de hidrobase, de uma pista terrestre, passando a chamar-se oficialmente Centro de Aviação Naval "Comandante Sacadura Cabral". Em 1953 passou a Base Aérea Nº 6 da FAP.

- Centro de Aviação Naval de Aveiro: foi activado em 1918 na Península de São Jacinto, por ocasião da Primeira Guerra Mundial, como base de hidroaviões anti-submarino operados pela Marinha Francesa auxiliada por pessoal português. Ainda nesse ano passou a ser operado pela Marinha Portuguesa (Centro de Aviação Naval Almirante Gago Coutinho) .Mais tarde passou a ter uma pista terrestre ( primeira pista em Portugal a ter iluminação para voos nocturnos mesmo antes do aeroporto da Portela) e em 1953 passou a base da FAP.

- Centro de Aviação Naval dos Açores: base de hidroaviões instalada em 1918 na Horta por ocasião da Primeira Guerra Mundial. Em 1919 foi transferido para Ponta Delgada sendo desactivado em 1921. O centro foi novamente activado em 1941 por ocasião da Segunda Guerra Mundial, sendo desactivado definitivamente em 1946.

- Centro de Aviação Naval de Macau: hidrobase instalada na ilha da Taipa em 1927 para apoio às forças navais que combatiam a pirataria nos mares da China. O centro foi desactivado em 1933 mas foi novamente activado em 1937, por ocasião das guerras civis chinesas. Em 1940 foram construídas novas instalações no Porto Exterior de Macau, sendo para aí transferido o centro. Em 1942 foi definitivamente desactivado.

- Centro de Aviação Naval do Algarve: hidrobase construída a partir de 1918, na Ilha da Culatra, ao largo de Faro e Olhão, por ocasião da Primeira Guerra Mundial com o fim de operar hidroaviões de luta anti-submarina. Apesar dos seus hangares e principais infra-estruturas terem sido finalizadas, não chegou a ser activado oficialmente, servindo mais tarde as suas instalações de apoio a uma zona de manobras e instrução da Marinha.

### Outras Unidades Aeronavais
- Escola Militar de Aeronáutica: unidade do Exército Português criada em 1914, em Vila Nova da Rainha (Azambuja) para formação e núcleo inicial da aviação militar portuguesa. Inicialmente, além do pessoal aeronáutico do Exército, também aí foi formado o pessoal da Aviação Naval.

- Escola de Aviação Naval "Almirante Gago Coutinho": acivada em 1928 para permitir a formação completa do pessoal da Aviação Naval, cuja instrução era, até aí, parcialmente realizada em escolas estrangeiras. Funcionou nas instalações do Centro de Aviação Naval de Aveiro até 1952.

- Esquadrilha B das Forças Aéreas da Armada: unidade de bombardeiros de ataque marítimo com base terrestre, dependente do Centro de Aviação Naval de Lisboa, mas instalada no Aeroporto de Lisboa. Activada em 1942 e desactivada em 1949.

## Aeronaves
A Aviação Naval Portuguesa operou uma ampla quantidade de modelos de aeronaves, alguns dos tipos indicados a seguir.
| Modelo                             | Período de Serviço | Tipo               | Função |
| ---------------------------------- | ------------------ | ------------------ | --- |
| Franco-British Aviation FBA        | 1917 - 1918        | Hidroavião         | |
| Donnet-Denhaut DD8                 | 1918 - 1923        | Hidroavião         | |
| Georges-Levy GL-40 HB2             | 1918 - 1920        | Hidroavião         | |
| Tellier T-3                        | 1918 - 1928        | Hidroavião         | |
| Felixstowe F-3                     | 1920 - 1922        | Hidroavião         | |
| Curtiss HS-2L                      | 1921 - 1930        | Hidroavião         | |
| Fairey III D                       | 1922 - 1942        | Hidroavião         | Versão "Standart". Torpedeiro. A Aviação Naval Portuguesa nunca empregou torpedos.                                                    |
| Fairey III-D MK II                 | 1922 - 1922        | Hidroavião         | Versão "Transatlantic" de maior envergadura e construído especificamente para a Travessia do Atlântico Sul.                           |
| Avro 504-K                         | 1924 - 1933        | Avião              | Instrução |
| Fokker T.III-W                     | 1924 - 1933        | Hidroavião / Avião | Torpedeiro. A Aviação Naval Portuguesa nunca empregou torpedos.                                                                       |
| CAMS 37A                           | 1927 - 1935        | Hidroavião / Avião | Patrulha |
| Hanriot H-41                       | 1927 - 1933        | Hidroavião         | Instrução e Patrulha. |
| Macchi M.18                        | 1928 - 1934        | Hidroavião         | Patrulha |
| DH.60 Gipsy Moth                   | 1929 - 1933        | Hidroavião / Avião | Instrução |
| Consolidated Fleet 10B /10G /16D   | 1933 - 1952        | Hidroavião / Avião | Instrução. Alguns operados a partir dos Avisos da Classe Afonso de Albuquerque e Bartolomeu Dias.                                     |
| Junkers K43-W                      | 1933 - 1941        | Hidroavião         | |
| Hawker Osprey Mk III               | 1935 - 1941        | Avião              | Alguns operados a partir dos Avisos da Classe Afonso de Albuquerque e Bartolomeu Dias. Outros operados a partir do CAN de Macau.      |
| Balckburn Shark IIa                | 1936 - 1938        | Avião              | Torpedeiro. A Aviação Naval Portuguesa nunca empregou torpedos.                                                                       |
| General-Aircraft S.T. 12 Monospar  | 1936 - 1944        | Avião              | Levantamento hidrográfico |
| Avro 626                           | 1939 - 1950        | Hidroavião / Avião | Patrulha / Treino / Levantamento hidrográfico. Alguns operados a partir dos Avisos da Classe Afonso de Albuquerque e Bartolomeu Dias. |
| Grumman G-21B Goose                | 1940 - 1952        | Hidroavião         | Patrulha |
| Grumman G-44 Widgeon               | 1942 - 1952        | Anfíbio            | Patrulha |
| Airspeed Oxford Mk I/II            | 1943 - 1952        | Avião              | Ligação e Comunicações |
| Bristol Blenheim Mk V              | 1943 - 1948        | Avião              | Treino |
| Bristol Blenheim MK IV-F           | 1943 - 1948        | Avião              | Bombardeiro de ataque marítimo |
| DH-82A Tiger Moth II               | 1943 - 1952        | Avião              | Instrução |
| Short Sunderland Mk I              | 1943 - 1945        | Hidroavião         | Patrulha marítima de longo alcance |
| Miles Martinet T.T. Mk I           | 1943 - 1952        | Avião              | Reboque de alvos antiaéreos |
| Bristol Beaufighter TF Mk X        | 1945 - 1950        | Avião              | Torpedeiro. A Aviação Naval Portuguesa nunca empregou torpedos nem foguetes "rockets".                                                |
| Beechcraft AT-11 Kansan            | 1948 - 1952        | Avião              | Treino, ligação e comunicações |
| Beechcraft SBN-5 (D-18S)           | 1948 - 1952        | Avião              | Treino, ligação e comunicações |
| Curtiss Helldiver SB2C-5 Helldiver | 1950 - 1952        | Avião              | Torpedeiro-Bombardeiro de Mergulho. Torpedeiro. A Aviação Naval Portuguesa nunca empregou torpedos.                                   |
| North-American SNJ-4 (T-6)         | 1950 - 1952        | Avião              | Instrução |